# Антоніо Олінто
Антоніо́ Олі́нто (порт. Antônio Olinto) — місто на півдні бразильського штату Парана. Населення 7,73 тисячі осіб (2000), з них третина — українці. Площа 465 км². Значний осередок українців у Бразилії.

## Історія заснування
Засновано 1895 у рамках урядової програми заселення Бразилії. Від 1960-х рр. — місто. 1896 в Антоніо Олінто прибуло 2022 слов’ян, серед них 350 українських родин із Тернопільщини та 40 польських — переважно одружені селяни, що придбали земельні ділянки від 10 до 25 акрів. 
У 1920 році тут проживало 420 українських родин, у 1950-х роках - 230 родин, з околицями - 310 родин. 

## Життя української громади
Українські поселенці тривалий час зберігали свої етнічні особливості і фактично до середини 20 століття мало асимілювалися. Українська родина жила за давніми звичаями, зберігала патріархальний характер, із чітко визначеними ролями поміж членами сім’ї — залежно від віку та статі. Кількість дітей на родину становила 8,4, а після 1950 — 7,1. Велику роль у житті українських родин Антоніо Олінто відігравала й відіграє релігія та церква. Місцеві парохи УГКЦ мають значний вплив на світогляд українців Антоніо Олінто, розвиток їхніх громадських та культурних інституцій. Так, І. Михальчук (парох в Антоніо Олінто упродовж 1910-1950) був визнаним авторитетом і суворим наставником, що контролював релігійні, виховні й соціальні організації українців — товариство "Просвіта", сільсько-господарські кооперативи, шкільне товариство тощо. Українська громада Антоніо Олінто має дерев’яну церкву Непорочного Зачаття з образом покровительки храму, вишитим дорогоцінними коралами, що їх пожертвували парафіяни. Церква нині є в переліку туристичних об’єктів штату. Щорічно третьої неділі листопада в Антоніо Олінто відбувається Марійська проща, яка збирає багато віруючих з усієї Бразилії (приїздить до 20 тисяч прочан). Чимало дівчат та хлопців присвячують своє життя релігії, працюючи в Інституті катехиток святого Серця Ісуса, служебницях Непорочної Діви Марії, Чині святого Василія Великого. Більшість українців Антоніо Олінто займається сільським господарством, вирощує квасолю, кукурудзу, жінки й дівчата займаються вишиванням і писанкарством.